# Trận Nagashino
Trận Nagashino (長篠の戦い Nagashino no Tatakai) diễn ra vào năm 1575 gần lâu đài Nagashino (長篠城) trên đồng bằng Shitaragahara (設楽原) ở tỉnh Mikawa (三河), Nhật Bản. Quân của Takeda Katsuyori (武田勝頼) đã bao vây lâu đài từ ngày 17 tháng 6; Okudaira Sadamasa (奥平貞昌), một thuộc tướng của Tokugawa, chỉ huy quân phòng thủ. Quân Takeda tấn công lâu đài vì nó đe dọa đường tiếp viện cho quân của ông.

## Diễn biến
Năm 1575, tại vùng Mikawa, quân của Takeda Katsuyori bất ngờ tấn công thành Nagashino vào ngày 17 thánh 6. Okudaira Sadamasa,một chư hầu của Tokugawa đã chỉ huy phòng thủ trong suốt thời gian thành bị quân Takeda liên tục công kích một cách dữ dội.
Liên minh 2 nhà Oda-Tokugawa đã nhanh chóng phái quân chi viện tới Nagashino. Cuối cùng, chiến thắng cũng thuộc về đội quân phía tây của Oda Nobunaga khi ông đã sử dụng súng hỏa mai để tiêu diệt đội kị binh của dòng họ Takeda và đó cũng là bước ngoặt quan trọng trong chiến tranh của Nhật sau này. Quân Takeda Katsuyori sử dụng chiến thuật kị binh cũ kĩ từ thời của cha ông là Takeda Shingen để lại. Còn Oda đã sử dụng những tay súng hỏa mai xếp hàng sau những hàng cọc nhọn bằng gỗ rồi luân phiên từng tốp bắn, từng tốp nạp đạn. Nó đã dễ dàng đập tan đội kị binh thiện chiến của Takeda để giành lấy thắng lợi.
Quân liên minh Oda-Tokugawa tổng cộng là 38000 quân tham chiến. Ban đầu quân Takeda là 15000 quân bao vây thành, trong khi quân Oda-Tokugawa chỉ có 12000 quân. Quân Oda -Tokugawa đặt nằm ở phía sau Rengogawa,1 con sông nhỏ với hai bên bờ trơn và dốc đứng.
Để bảo vệ cho những tay súng, Nobunaga đã cho xây lên những hàng cọc gỗ đan xen liên tiếp nhau nhằm gây khó khăn cho quân kị binh của Takeda khi nó đánh ập vào, với dự kiến cứ 3 tay súng có thể tiêu diệt 4 kị binh. Quân Oda Nobunaga gồm 1000-1500 tay súng đượoc tuyển chọn kĩ lưỡng trong đội quân chính quy.Đồng thời Oda đã gửi vào hàng ngũ quân Takeda một ít quân của mình nhằm phá vỡ kế hoạch nghi binh của Katsuyori, khiến cho Katsuyori không còn lựa chọn nào khác ngoài việc mau chóng đánh tan quân Oda.
Quân Takeda bắt đầu rời khỏi rừng khi còn cách quân của Oda-Tokugawa 200-400 mét. Cự ly hợp lý cùng sức mạnh và tốc độ của kị binh đã khiến cho Takeda Katsuyori tin tưởng vào một chiến thắng như trong trận Makitagahara. Khi đội kị binh còn cách lòng sông 50m,lúc này quân Oda-Tokugawa đồng loạt nổ súng. Kế hoạch thành công mĩ mãn,đạn đã bắn xuyên qua lớp áo giáp của kị binh. Phần lớn quân kị binh bị tiêu diệt trước khi kịp chạm tới quân Oda-Tokugawa. Các chiến binh Ashigaru cầm giáo và kiếm đều bất lực trước hỏa lực quá mạnh của súng hỏa mai.
Tới chiều tối, quân Takeda mười phần chết bảy,số còn lại bỏ chạy. 8 trong số 24 chư hầu của dòng họ Takeda đều tử trận trong đó có Baba Nobuhara, Yamagata Masakage và Naito Masatoyo

## Kết quả
Trận Nagashino đã thay đổi quan niệm chiến tranh của Nhật. Sau trận Nagashino,các nhà cầm quân đã chú ý tới loại vũ khí mới: súng hỏa mai. Với sự thất bại nặng nề của đội kị binh thiện chiến Takeda, các vị tướng sau này đã áp dụng chiến thuật vào lối đánh thay cho kiểu đánh cá nhân như trước đây.